# Copipanolis borealis
Psaphida styracis là một loài bướm đêm trong họ Noctuidae.

## Hình ảnh

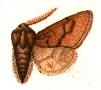